# Castel d'Appiano
Castel d'Appiano (in tedesco Burg Hocheppan) è un castello che si trova a Missiano, frazione di Appiano sulla Strada del Vino, in provincia di Bolzano.

## Posizione

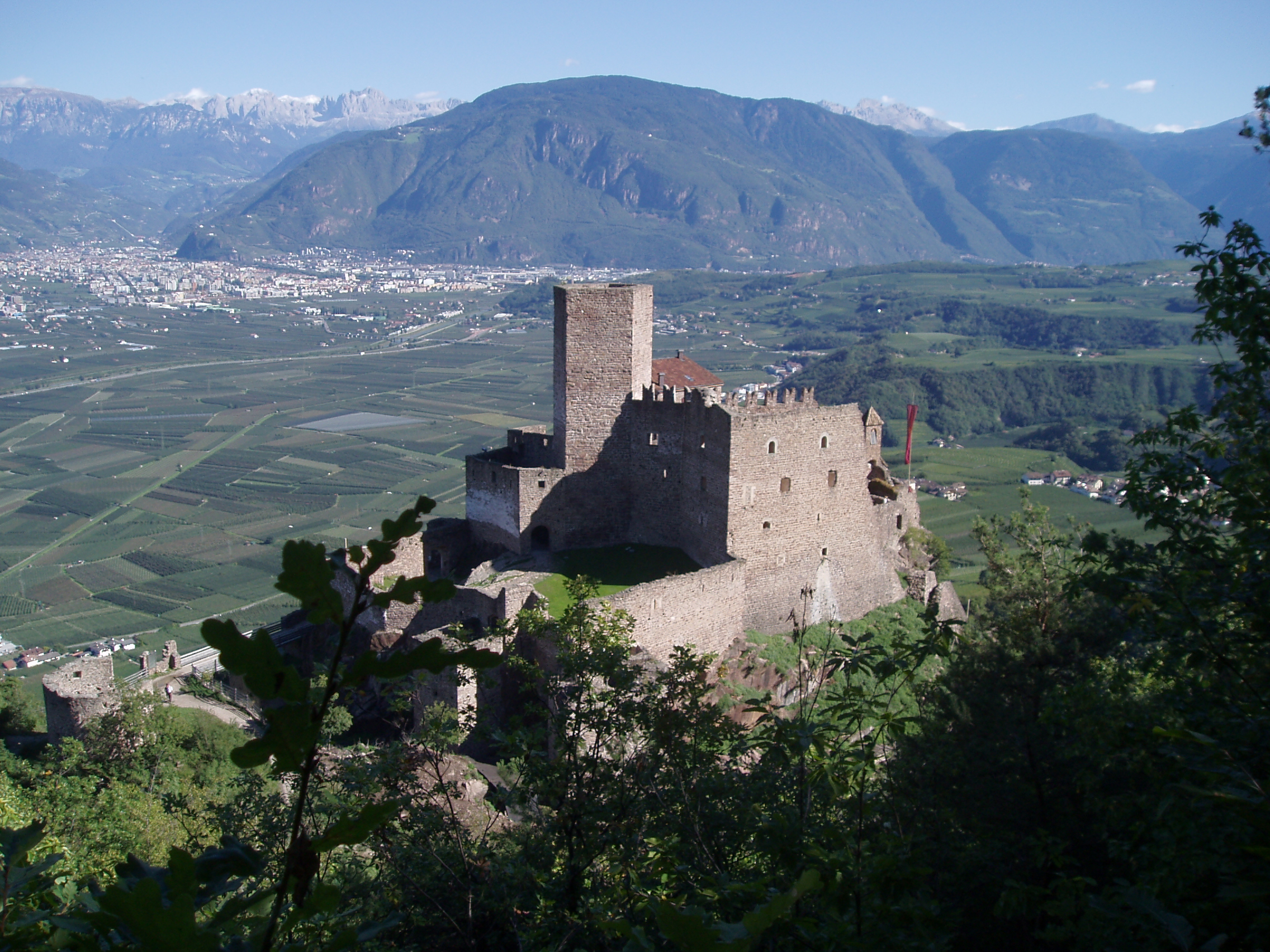
Il castello e panorama sulla vallata

L'imponente castello troneggia su una ripida parete di roccia sopra l'abitato di Missiano. Da qui si domina la valle dell'Adige e sono visibili parecchi altri castelli, sia sullo stesso lato orografico del fiume Adige (Castel Corba e Castel Boymont), sia sul versante opposto della valle (Castel Greifenstein, Castel Neuhaus).

## Storia

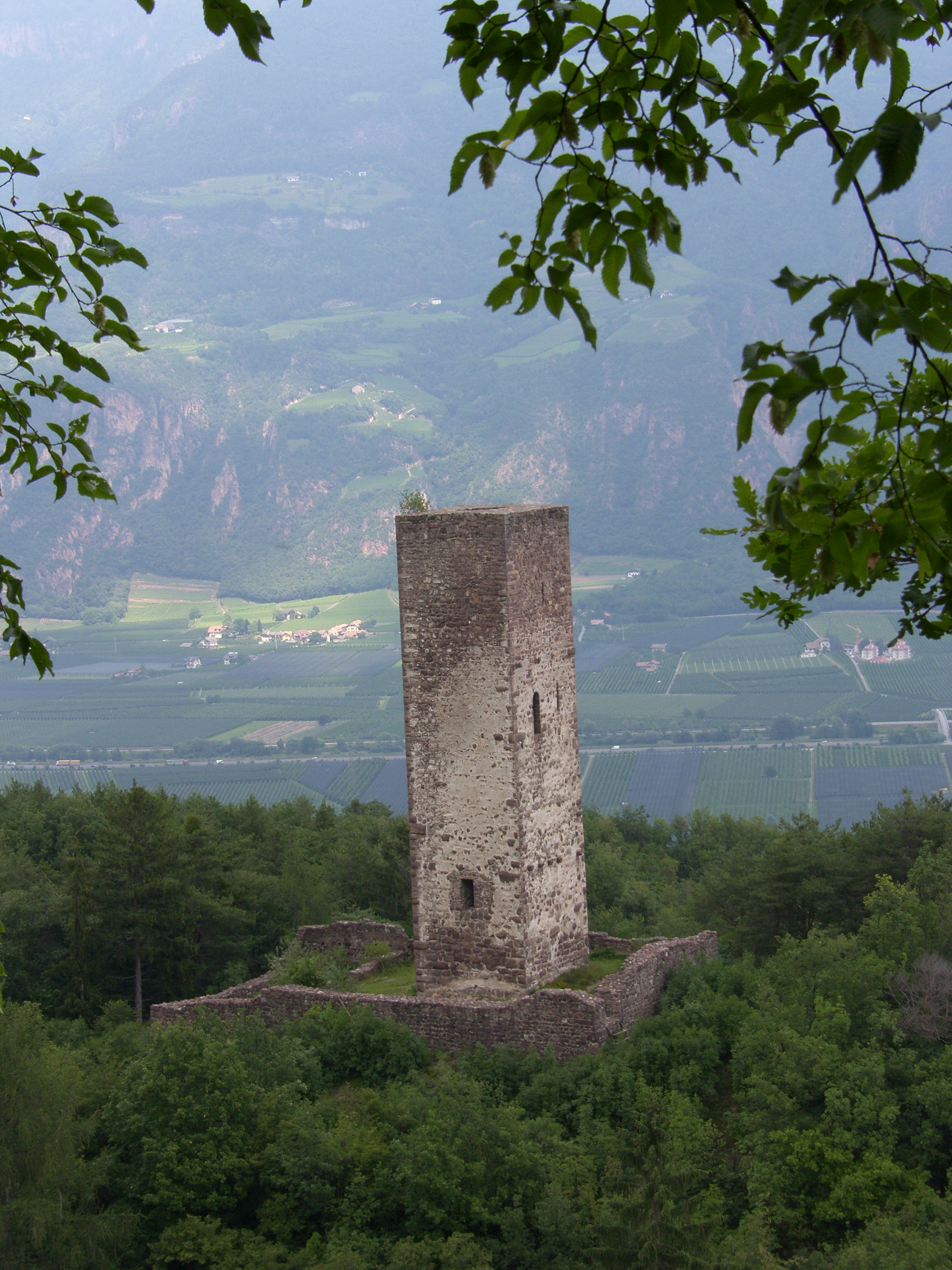
La torre Kreidenturm

Si tratta di una delle più importanti costruzioni difensive medievali dell'Alto Adige. 
Secondo i principali studiosi, lo sperone era occupato o anche fortificato già al tempo dei Reti, circa duemila anni fa. I più recenti risultati di ricerche archeologiche paiono confermare questo dato. Per alcuni la fortezza medievale risalirebbe al 1125, costruita per volere del conte Ulrico II di Appiano come castello di offensiva; altri invece ritengono più verosimile una data di fondazione posteriore, poco dopo il 1200. In ogni caso, la prima menzione documentale certa del maniero risale al 1211 (in castro de Epan).
La precedente sede dei conti d'Appiano era situata nelle vicinanze del paese di San Paolo-Appiano: non se ne conosce la localizzazione precisa, tuttavia è discussa la sua identificazione con il Castello di Altenburg presso San Paolo o, più probabilmente, Castel Freudenstein ad Appiano. Le ragioni del trasferimento risiederebbero nella poca sicurezza garantita dal vecchio castello, dal momento che era in corso il conflitto con i conti di Tirolo, dal quale i conti di Appiano alla fine uscirono sconfitti.
Dopo che questi ultimi, infatti, nel 1158 fecero un'imboscata ad un'ambasceria papale diretta in Germania alla corte imperiale di Federico Barbarossa, il castello degli Appiano (non è però chiaro quale) fu oggetto di un attacco di ritorsione da parte del duca di Baviera e di Sassonia Enrico il Leone, a seguito del quale il castello venne distrutto. Più tardi il maniero venne rimesso in piedi e nel 1315 passò ai Tirolo che ne investirono poi diverse famiglie. Esso formava, assieme ad Altenburg, un proprio distretto giudiziale, testimoniato nel 1490 (Alltenburg vnd Hocheppan) e di cui rimane uno statuto redatto nel 1650 (Verfasste ordnung im gericht Hocheppan). Dal 1911 il castello, caduto ormai in rovina, appartiene ai conti Enzenberg, che ne hanno anche curato il consolidamento nei punti più a rischio.
Dal 2016, fa parte del patrimonio del Comune di Appiano (Provincia Autonoma di Bolzano).
Attualmente le rovine appaiono consolidate e sono anche state in parte oggetto di restauri. Negli spazi interni, ormai all'aperto, si trova un punto di ristoro, presso il quale si possono anche ottenere le chiavi della cappella romanica del castello, tuttora ben conservata.

## Impianto

### Il castello

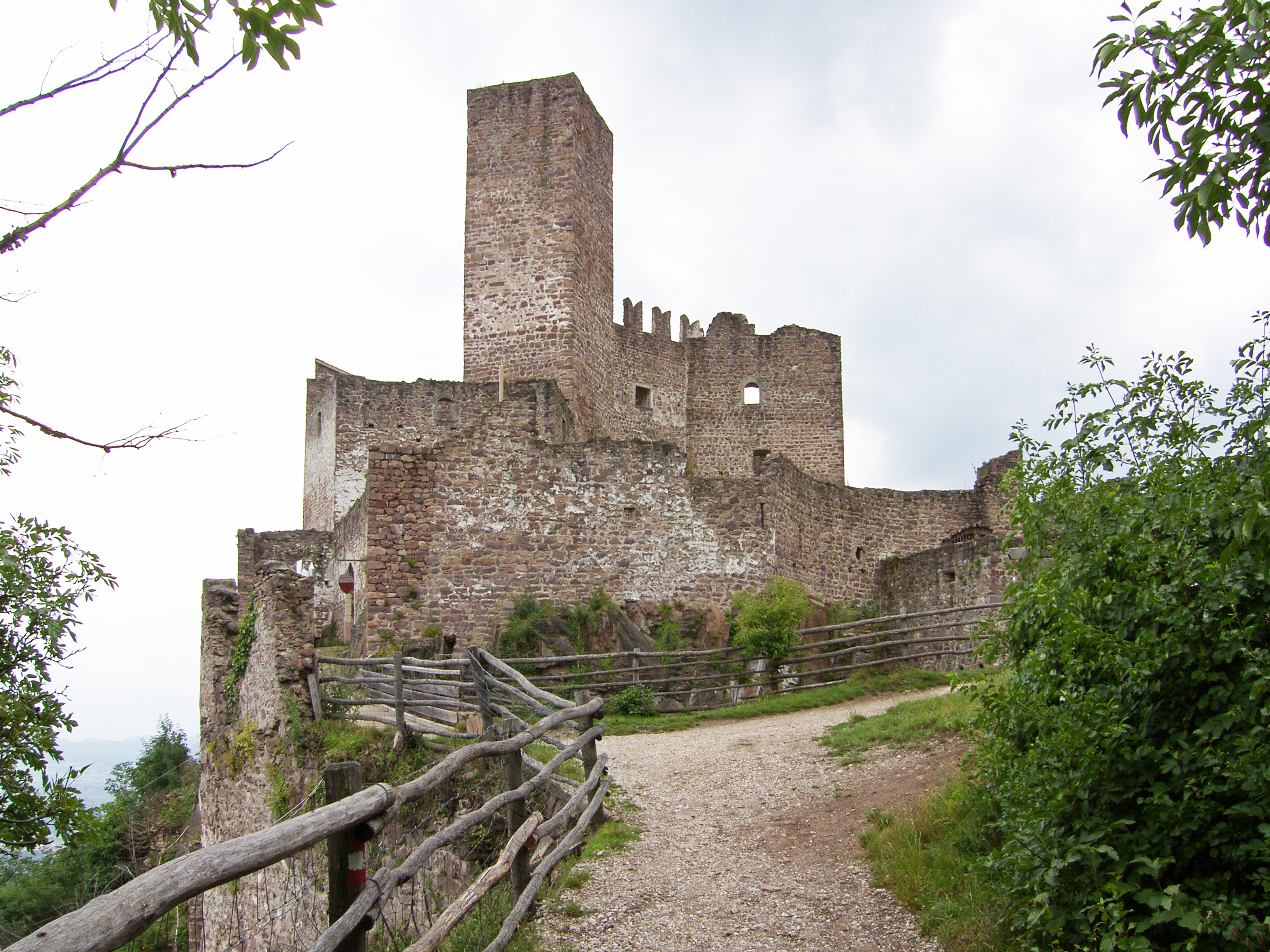
Il castello, entrata

L'accesso al castello, che venne fatto oggetto durante i secoli di molteplici aggiunte ed ampliamenti, è guardato verso nord da una complessa serie di corpi di difesa e da torri di guardia risalenti al tardo medioevo. Le caratteristiche di queste le fanno risalire in massima parte al XVI secolo. Al di fuori della cinta muraria propriamente detta, una torre a pianta semicircolare, aperta verso l'interno, è stata costruita in modo da poter ospitare armi da fuoco. Abbastanza conservato è il palazzo, mentre su tutto domina l'alto mastio pentagonale, raro in Tirolo, la cui sopravvivenza appariva minacciata da una profonda lesione dell'apparato murario prima di essere stato sottoposta a un restauro.

### La cappella
Si tratta di una piccola costruzione, a pianta rettangolare, precedente al castello e inglobata ex post nella struttura del castello. Tre absidi sono ricavate nello spessore murario di un lato corto. L'accesso è laterale. Gli affreschi della cappella sono tra i meglio conservati del Tirolo. Si tratta di pittura di stile romanico - la cappella risale infatti al 1131 e precede la struttura del castello - a soggetto profano e sacro. L'esterno conserva parti di affreschi che sembrano ricordare la leggenda del re Teodorico, la cui anima si perse cacciando un cervo. All'interno scene del nuovo e del vecchio testamento; l'abside espone il ciclo delle vergini sagge e delle vergini stolte. L'insieme è molto suggestivo.

### Kreideturm

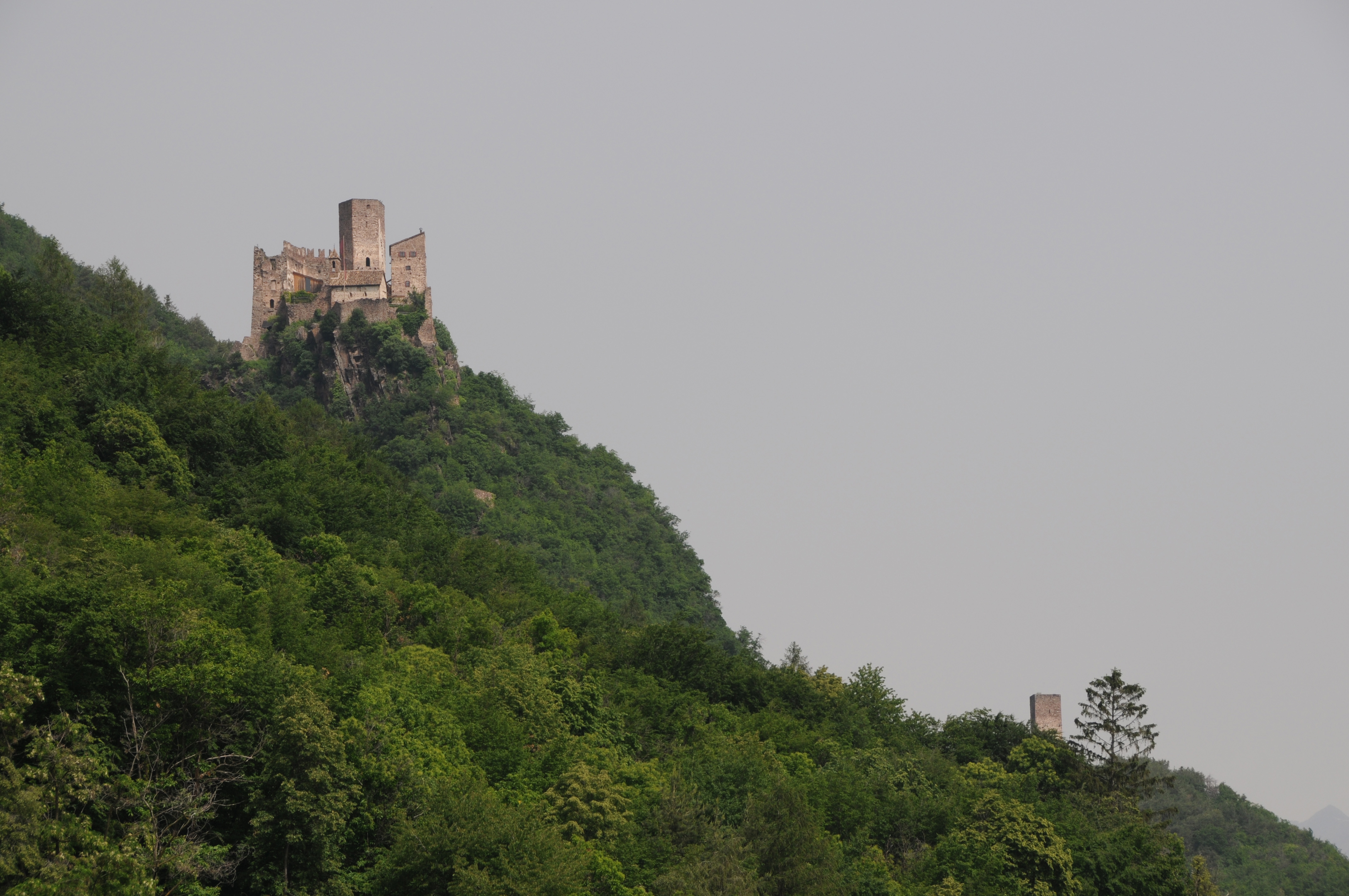
Il castello e la torre Kreidenturm

A pochi minuti di distanza a piedi dal castello sorge isolata un'alta torre a pianta quadrangolare, con accesso elevato rispetto al piano di calpestio. Una seconda apertura con arco a tutto sesto dava accesso allo scomparso cammino di ronda, ligneo. Rimangono ancora tracce dell'originaria intonacatura bianca della torre, a cui forse si deve il nome in lingua tedesca (Kreide, "gesso"), con cui anche tra gli italiani è nota. Tale nome potrebbe però anche risalire ad un significato originario connesso a segnalazioni a mezzo di fuochi, data la posizione della torre da cui si vedono molti castelli e località distanti anche diversi chilometri. Tuttavia è più quotata l'interpretazione di Josef Weingartner che la vede come un avamposto strategico del castello vicino. La torre era circondata da una cortina muraria, di cui rimangono i resti.